# Unified Display Interface
La Unified Display Interface (UDI) è stata un'interfaccia per la trasmissione di segnali multimediali basata su Digital Visual Interface (DVI). È stata pensata per essere un'implementazione a basso costo dell'High-Definition Multimedia Interface (HDMI), fornendo comunque la compatibilità con entrambi gli standard (HDMI e DVI). A differenza dell'HDMI, che si rivolge ai dispositivi multimediali ad alta definizione come i monitor TV e i lettori DVD, l'interfaccia UDI era indirizzata specificamente ai produttori di monitor per computer e schede video, senza supporto per il trasferimento di dati audio.
L'interfaccia UDI è stata principalmente sostenuta da Intel con il supporto di Samsung e di altri partner nella sua fase iniziale (fino al 2007), ma è stata rimpiazzata dallo standard DisplayPort prima del rilascio sul mercato.

## Caratteristiche
La UDI fornisce una velocità di trasferimento dati e una risoluzione più elevate rispetto ai suoi predecessori. Inoltre incorpora una forma di gestione digitale dei diritti nota come HDCP. Il connettore è composto da una sola riga di 26 piedini distanziati 6 decimi di millimetro fra loro. L'aspetto della UDI è molto simile al connettore USB, il quale presenta una singola riga con quattro piedini. Tre dei 26 piedini non sono cablati: sono inseriti sulla UDI in vista di futuri aggiornamenti del protocollo. I plug per la trasmissione e la ricezione sono leggermente diversi fra loro e possono essere inseriti in un'unica direzione. Il flusso di dati monodirezionale garantisce una maggiore velocità di trasferimento rispetto a quello bidirezionale.

## Storia
Il 20 dicembre 2005 è stata pubblicata la versione 0.8, versione preliminare dell'interfaccia ed è stata annunciata la creazione dell'UDI SIG (UDI Special Interest Group), un gruppo di 11 aziende responsabile dello sviluppo dell'interfaccia. Tale gruppo era composto da Apple, Intel, LG, NVIDIA, Samsung, Silicon Image, National Semiconductor, THine Electronics, Framatome Connectors International, Foxconn e Japan Aviation Electronics. I lavori si sono concentrati sulla ridefinizione delle specifiche tecniche e sulla promozione dell'interfaccia. La versione 1.0 della UDI è stata completata nel luglio 2006. Con tale versione si sono ridotte al minimo le differenze con HDMI: le specifiche tecniche di entrambe le interfacce sono state progettate per garantire compatibilità a lungo termine. Nella seconda metà del 2006 l'UDI SIG è diventato UDI WG (UDI Working Group).
All'inizio del 2007 Intel ha cominciato ad integrare uno standard di interfaccia simile, cioè il DisplayPort, mentre altri produttori hanno cominciato ad utilizzare lo standard di interfaccia HDMI 1.3. Nel medesimo periodo Intel e Samsung hanno abbandonato il gruppo di sviluppo della UDI. Dal 2007 in poi non vi sono stati ulteriori sviluppi della tecnologia UDI. Nel novembre 2007 il sito web ha smesso di essere operativo.